# Carlo Caffarra
Carlo Caffarra, född 1 juni 1938 i Samboseto di Busseto, Parma, Emilia-Romagna, död 6 september 2017 i Bologna, var en italiensk kardinal och ärkebiskop. 

## Biografi
Carlo Caffarra studerade vid Gregoriana i Rom och avlade där doktorsexamen i kanonisk rätt. Han prästvigdes 1961. 
År 1995 utnämndes Caffarra till ärkebiskop av Ferrara-Comacchio och biskopsvigdes av kardinal Giacomo Biffi den 21 oktober samma år. År 2003 installerades han som ärkebiskop av Bologna.
Den 24 mars 2006 upphöjde påve Benedikt XVI Caffarra till kardinal med San Giovanni Battista dei Fiorentini som titelkyrka. Han deltog i konklaven 2013, vilken valde Franciskus till ny påve. 
Tillsammans med kardinalerna Joachim Meisner, Walter Brandmüller och Raymond Leo Burke inlade Caffarra i november 2016 dubia till påve Franciskus och bad denne att klargöra vissa skrivningar i den apostoliska uppmaningen Amoris laetitia.
Kardinal Caffarra avled i september 2017 och är begravd i kryptan i Bolognas katedral.